# エイベックス・エアロスペース・コーポレーション
エイベックス・エアロスペース・コーポレーション（英：AVEX Aerospace CORPORATION）は、アメリカの航空・宇宙商社。もとは山田洋行より派生したアメリカの防衛（航空・宇宙）専門商社。
山田洋行による水増しに役割を担ったとされる。商社の丸文株式会社とも宇宙関連機器などの取引がある。
エイベックスや、エイベックス（切削・研磨加工）との関係は特にない。

## 山田洋行水増し請求問題における役割
エイベックス・エアロスペース・コーポレーション社は、主に山田洋行や丸文がアメリカの製造業者から製品調達を行う際に利用する企業。
エイベックス社と山田洋行は、見積書などを作成するシステムを共有し、山田洋行側で自在に見積価格の変更指示が可能である。
関係者は「エイベックスからの見積もりというのは、（山田洋行の）システム上でやっています。見積書は、あくまでエイベックスが作っているという形にしていますが...、それを山田洋行がいじれるということですね」と話す。
防衛省の規定により、防衛省との商社間で締結される契約は海外メーカーの見積書を提出する必要があるが、山田洋行はエイベックスに指示を行って、価格を増していた。すなわちこれは、いわゆる見積書偽造ではなく、米国企業を利用した別形態の契約価格操作方法で、契約書が捏造されて作成された水増し事件とは別である。
国会による水増し調査が難航しているのは、このエイベックス社を介して行った調達が多いため。省との間接的な取引を行ってきた製造業者に対するコンタクトがネックになっているとされる。石破茂防衛大臣はマスコミに対し、「時間が経っている調達もあり、担当者の移動や退職などで必ずしも調査がスムースにいっていない」と語っている。
山田洋行とは未だに契約関係にあり、中国新聞がその関係を指摘している
。

## 山田洋行と日米平和・文化交流協会に関する疑惑
日米平和・文化交流協会が福岡県苅田町（かんだまち）の苅田港にて発見された旧陸軍の毒ガス処理に関して、この事業の下請け受注などにからむ業務協力費として、山田洋行は約1億円を秋山が関係するアドバック・インターナショナル（Add-Back International、アメリカ）に支出していた。このことを示す資料が東京地検特捜部により押収されている。
山田洋行から支払われた約1億円の一部は同社と関係の深いエイベックス・エアロスペース・コーポレーションの欧州法人(AVEX Europe B.V.)経由で送金されていた。AVEX Europeとヤマダ・インターナショナルが2003年～2005年にかけて、秋山理事が管理する米国のダミー法人の口座に計約1億円を送金していた。 事業に関する山田洋行の社内文書でも、下請け受注での業務協力費を秋山の関連団体に支払う際、AVEX Europeを利用したことが記載されていたとされる。

## 所在地
- アメリカ本社 361 Van Ness Way, Ste. 303, Torrance, CA 90501
- アメリカ支社 9442 Capital of Texas Hwy. N., Arboretum Plaza One, 5th Floor, Austin, TX 78759
- ヨーロッパ支店(Europe B.V.) Hoogoorddreef 9, 1101 BA Amsterdam, The Netherlands